# 트렌드서울
트렌드서울은 3D 프린팅 서비스와 스마트팩토리를 결합한 서비스 플랫폼 솔루션을 개발하는 대한민국 주식회사이다. 대표 기술로는 하드웨어 플랫폼인  FaaS(Factory as a Service)가 있으며, 이에 따른 클라우드 플랫폼과 IoT 미들웨어 및 스마트팩토리 교육 과정을 지원한다. 현재  대구 폴리텍대학교 6대학, 안산 한양대 ERICA 캠퍼스, 광주정보문화산업진흥원 K-ICT, 대전 ETRI,서울 연세대학교에 FaaS를 구축하였다.